# Invergowrie
 (juin 2020).
Si vous disposez d'ouvrages ou d'articles de référence ou si vous connaissez des sites web de qualité traitant du thème abordé ici, merci de compléter l'article en donnant les références utiles à sa vérifiabilité et en les liant à la section « Notes et références ».
Invergowrie est un village de la rive nord de la rivière Tay, à l'ouest de Dundee, dont il est une banlieue.
La réserve de gène de pomme de terre britannique "Commonwealth Potato Collection" y est établie.

## Origines du nom
On trouve une trace, en 1124, d'un village appelé Invergourin. Ceci suggèrerait que le nom soit issu du gaélique écossais Inbhir Gobhar (inbhir : embouchure, gobhar : l'endroit des chèvres). Toutefois, le nom picte de Dargie serait plus en faveur d'une étymologie picte, et certains proposent comme nom d'origine de l'endroit Aberdargie. D'autres estiment que Invergourin est une corruption du nom de Gabráin, un roi de Dalriada du VIe siècle.
En réalité, les traces de l'origine du nom du village sont perdues, et aucune hypothèse ne peut être affirmée - ni écartée.

## Histoire
Le village actuel trouve ses origines au XVIIIe siècle, bien qu'il n'ait prospéré qu'à partir des années 1840, avec la construction de la ligne de chemin de fer Dundee - Perth. La manufacture du papier a historiquement été la principale ressource industrielle du village, et ce jusqu'à la fermeture de la dernière papeterie, Bullionfield Mill, en 1964.